# 笨小孩 (香港電視劇)
《笨小孩》（前名《當肥貓遇上笨小孩》），是香港亞洲電視製作的30集勵志電視劇，楊紹鴻擔任監製，溫偉基、鄧偉恩、李慧珠擔任編導。

## 故事簡介
劇中主角傻貓是一個被遺棄的智障人士，在尋親的過程中，巧遇高媽媽及其自閉症兒子高士林。早已被診斷出患上癌症、正為兒子的將來感到徬徨無助的高媽媽，因著傻貓樂天善良、堅毅不屈的積極態度，令她對人生重燃希望，勇敢面對艱苦的逆境。

## 演員表
| 演員   | 角色   | 關係/暱稱                                          |
| 李宗翰 | 傻貓   |                                                    |
| 鮑起靜 | 高媽媽 | 高士林之母 餃子店的老板                            |
| 陳展鵬 | 高士林 | 高媽媽的兒子                                       |
| 陶紅   | 汪星月 | 何卓文的女朋友 被傻貓暗戀                          |
| 何美鈿 | 宋芝山 | 協助高媽媽悉心照顧高士林 餃子店的員工 被高士林暗戀 |
| 羅家英 | 何劍雄 | 何卓文之父 足浴店的老板 人稱「劍叔」               |
| 蘇永康 | 何卓文 | 是一名外科醫生 何劍雄之子 汪星月的男朋友           |
| 戴春榮 | 關玉蘭 | 傻貓之母                                           |
| 孫波   | 沈毅   | 是一名單車運動員 對高媽媽一家有點輕視 喜歡宋芝山   |
| 楊升   | 高永堂 | 高士林的二叔                                       |
| 潘結   | 蕭虹   | 傻貓父親的現任妻子                                 |

## 歌曲

### 主題曲
《簡單愛》
- 主唱:李宗翰、陳展鵬
- 作曲:麥皓輪
- 填詞:張美賢
- 編曲:麥皓輪
- 歌曲提供:環星娛樂

《慢三拍》
- 主唱:李宗翰、陳展鵬
- 作曲:麥皓輪
- 填詞:張美賢
- 編曲:麥皓輪
- 歌曲提供:環星娛樂

### 插曲
《別說我笨》
- 主唱:陳鳳
- 作曲:麥皓輪
- 填詞:張美賢
- 編曲:麥皓輪
- 歌曲提供:環星娛樂

## 收視
以下為該劇於本港台首播之收視點紀錄：
| 週次 | 日期                  | 平均收視 |
| ---- | --------------------- | -------- |
| 1    | 2007年8月20日-8月24日 | 6點      |
| 2    | 2007年8月27日-8月31日 | 6點      |
| 3    | 2007年9月3日-9月7日   | 6點      |
| 4    | 2007年9月10日-9月14日 | 6點      |
| 5    | 2007年9月17日-9月21日 | 5點      |
| 6    | 2007年9月24日-9月28日 | 5點      |

## 外部連結
- 官方网站